# Марко Белинић
Марко Белинић (Јаковље, код Доње Стубице, 13. август 1911 — Загреб, 19. децембар 2004) био је учесник Народноослободилачке борбе, друштвено-политички радник СФРЈ и СР Хрватске, јунак социјалистичког рада и народни херој Југославије.

## Биографија
Рођен је 13. августа 1911. у селу Јаковљу, код Доње Стубице, у Хрватсом загорју. Потиче из сиромашне сељачке породице. Основну школу је завршио у родном селу, после које је, као једанаестогодишњи дечак, отишао у Загреб на учење крзнарског заната.
Године 1925. постаје активан члан радничких културних и спортских друштава. У чланство Комунистичке партије Југославије примљен је 5. децембра 1934. године, а већ 1935. је изабран за секретара Петог рејонског комитета у Загребу - подручја најреволуционарније загребачке четврти, Трешњевке, коју су сами радници прозвали „Црвеном републиком“.
У децембру 1935. године постаје секретар Месног комитета КП Хрватске за Загреб. У непрекидној политичкој делатности Белинић је, почетком 1936. године, ухапшен, али га је, у октобру исте године, због недостатка доказа, Суд ослободио. Од 1937. године делује у Вараждину у УРС-овим синдикатима државних радника, а од фебруара 1938. и као члан Окружног комитета КП Хрватске за Вараждин. И поред рада у Загребу, а потом и у Вараждину, не заборавља родни крај у коме је, 1937. године, формирао прву партијску организацију у Орославју.
Августа 1938. године је поново ухапшен, новембра 1939. је протеран из Вараждина, а у децембру исте године упућен је у Лепоглаву. Када се (марта 1940) вратио из Лепоглаве, опет улази у УРССЈ, као професионални синдикални функционер; ту делује до распуштања тих синдиката, односно до његова поновног хапшења, крајем 1940. године. Било је то Белинићево последње хапшење. Овај пут је успео побећи из воза којим је поновно упућен у Лепоглаву. Отада је живео у легалности, и до окупације земље деловао као партијски радник. Уз ове своје обавезе, Белинић је стизао да практичну делатност синдикалног и партијског руководиоца допуни и писаном речју у радничкој штампи. Редовно је серађивао у „Раднику“ (1937) и „Радничком недељнику“ (1938-39).
Окупацију земље Белинић је дочекао као члан Месног комитета КП Хрватске за Загреб. Од првих дана оружане борбе, преузео је најодговорније политичке и војне функције. Организовао је Први загорски партизански одред, био члан Повереништва Централног комитетаК КП Хрватске за Загреб, члан Обласног комитета КП Хрватске за Загребачку област, политички комесар Друге оперативне зоне, а од новембра 1943. члан Политбироа ЦК КП Хрватске. Био је један од оснивача првих Народноослободилачких одбора на ослобођеној територији Хрватске. Биран је и у највише представничке органе земље — АВНОЈ и ЗАВНОХ.
После ослобођења Југославије, Белинић се извесно време опет вратио синдикалној делатности, као председник Земаљског већа Савеза синдиката Хрватске; затим је биран за председника Обласног народног одбора и секретара Обласног комитета КП Хрватске за Загребачку област, а од 1945. до 1969. године и за посланика у Сабору НР Хрватске и Савезној народној скупштини. Истовремено је био и члан Политбироа, односно Извршног комитета, ЦК СК Хрватске и Члан ЦК СК Југославије, а такође и члан Извршног већа Сабора Хрватске.
Од Оснивачког конгреса СУБНОР Југославије до 1969. био је члан Председништва Централног одбора, а од 1961. до 1969. и председник СУБНОР Хрватске. Био је Члан Савета Социјалистичке Републике Хрватске и резервни генерал-мајор ЈНА.
Написао је књиге — До наших дана, 1966. и Пут кроз живот, 1985. године. Био је један од оснивача Фудбалског клуба „Динамо” и његов доживотни председник.
Умро је 19. децембра 2004. у Загребу.
Носилац је Партизанске споменице споменице 1941. и других југословенских одликовања. Указом председника ФНРЈ Јосипа Броза Тита одликован је 24. јула 1953. Орденом народног хероја, а Указом Председништва СФРЈ 24. јула 1982. одликован је Орденом јунака социјалистичког рада. Председник Хрватске Стјепан Месић одликовао га је 2003. Редом хрватског плетера.